# Première guerre civile entre Marius et Sylla
Pour la seconde guerre, voir Seconde guerre civile entre Marius et Sylla.
La première guerre civile romaine entre Caius Marius et Sylla eut lieu en -88/-86. Elle a opposé deux généraux, chefs de deux factions politiques, pour le contrôle de la République romaine.

## Les protagonistes

### Marius
Caius Marius est né près d’Arpinum en -157 ; il était originaire d'une famille equites (riche mais sans titres). Il épousa Julia Caesaris, tante de Jules César. Il eut un fils du nom de Caius Marius « le Jeune ».
Tribun de la plèbe en -118, il gagna l’estime de tous ses soldats ; seul Metellus le méprisait à cause de ses origines. Lorsqu’en -107, il voulut prendre un congé pour les élections du consulat, Metellus ne le laissa partir que douze jours avant les élections, ce qui devait réduire à néant ses chances d’y participer. Marius y parvint tout de même grâce au soutien du peuple, et fut nommé consul. Il retourna ensuite en Afrique et sortit vainqueur de la guerre de Jugurtha, puis il fut vainqueur des Cimbres et des Teutons. Il défendait la faction des populares. On l'a décrit bon tacticien militaire, mais politicien peu habile.
À la suite de ses victoires, il jouit d'un prestige considérable et apparaît à ce titre comme le premier des grands, ouvrant la voie à des personnages comme Sylla, Pompée ou Jules César. En 88 av. J.-C., Marius, âgé de près de soixante-dix ans, était cependant devenu un homme du passé, qui n'avait guère brillé pendant la Guerre sociale.

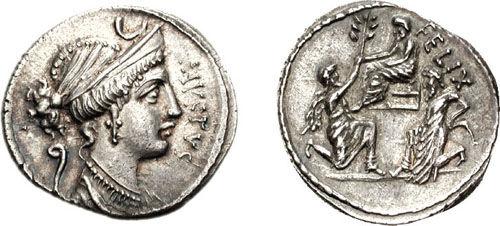
Monnaie de Faustus. À droite, la scène qui avait provoqué l'irritation de Marius.

Marius en voulait à Sylla depuis que ce dernier avait permis la capture de Jugurtha. Sylla avait ajouté à la rancune de son ancien chef en faisant graver un anneau qu'il employait comme cachet sur lequel on voyait le roi maure Bocchus lui livrant Jugurtha. En -56, le fils de Sylla, Faustus, en fit même frapper une monnaie. Le dépit de Marius fut à son comble, lorsque Bocchus fit installer au Capitole des statues rappelant la capture de Jugurtha, au point qu'il voulut les faire détruire.

### Sylla
Issu d'une famille pauvre de l'aristocratie, Lucius Cornelius Sulla (Sylla) dissipe sa jeunesse dans l'étude et la fréquentation des prostituées et des gens dits "de mauvaise vie".[non neutre]
À 31 ans, en -107, il est néanmoins élu questeur et rejoint l'armée du consul Marius en Afrique. Son habileté lui permet de mettre la main sur Jugurtha, l'ennemi juré de Rome. Il participe ensuite aux côtés de Marius à la guerre contre les Cimbres et les Teutons, des Germains qui ont envahi la Gaule et menacent Rome.
Indifférent à sa popularité naissante, il retourne à sa vie de débauche et ne revient qu'en -93 à la vie publique avec les fonctions de préteur puis propréteur en Cilicie.
Il conclut un premier traité avec les Parthes et s'enrichit au passage. À son retour à Rome, il divorce de sa troisième femme et se remarie avec Caecilia Metella, fille du chef du Sénat. Cette union lui vaut d'être désormais regardé par les sénateurs et l'aristocratie comme une possible alternative face au parti populaire qu'anime Marius.
La guerre sociale amène Sylla à reprendre du service dans l'armée, toujours sous les ordres de Marius. Son talent tactique et son habileté font une nouvelle fois leurs preuves. Sylla s'empare de Stabies et réduit les derniers îlots de résistance du Samnium en -89.
Ce nouveau succès lui vaut d'être élu consul l'année suivante et de recevoir du Sénat le soin de mener la guerre contre le roi du Pont, Mithridate VI, coupable d'avoir repris les hostilités et massacré des milliers de Romains et d'Italiens en Orient. Cette décision contrarie Marius (69 ans), représentant du parti populaire, qui comptait sur cette guerre pour redresser son prestige.

## Ligne de clivage politique et social
Tout les opposait, politiquement et socialement :
- Marius était le meneur des populares, plébéien de surcroît, même si à cette époque la distinction entre plébéiens et patriciens n'était plus vraiment pertinente.
- Sylla était un partisan du parti aristocratique sénatorial, les optimates. Patricien également, bien que ruiné à ses débuts.

Sylla, comme tous les jeunes aristocrates, avait bénéficié d'une éducation hellénique et d'une formation rhétorique, tandis que Marius au contraire se vantait : « Je n'ai pas non plus étudié les lettres grecques ; je ne me souciais guère d'une étude qui n'avait pas su inspirer à ses maîtres l'amour de la vertu ».

## La guerre politique et civile
Le conflit entre Marius et Sylla s'inscrit dans un contexte politique agité à l'issue de la Guerre sociale. Il s'agissait d'abord d'une affaire personnelle. Marius n'avait jamais pardonné à Sylla de lui avoir porté de l'ombre lors de la capture de Jugurtha. Plus tard, au cours de la Guerre sociale, Marius, vieillissant et irrésolu, avait dû renoncer à son commandement, tandis que Sylla y avait brillé. Il en fut récompensé en étant élu consul pour l'année 88 av. J.-C. en même temps que Quintus Pompeius Rufus. Au terme de son consulat, il reçut le commandement de l'armée chargée d'aller combattre Mithridate VI en Orient, suscitant la jalousie du vieux Marius, qui espérait l'obtenir pour redorer son prestige. Plutarque tourne en dérision les efforts de Marius qui se montrait au champ de Mars pour s'y exercer avec la jeunesse, voulant montrer de quoi il était encore capable et « comme s'il eût manqué de tout, s'en aller, après tant de triomphes et tant de gloire, traîner en Cappadoce et dans le Pont-Euxin les restes languissants de sa vieillesse, pour y combattre les satrapes de Mithridate ».
Au même moment un tribun de la plèbe, Publius Sulpicius Rufus, qui souhaitait inscrire dans les 35 tribus romaines tous les Italiens à qui on venait de conférer la citoyenneté ainsi que les affranchis, déposa un projet de loi dans ce sens. Cette perspective inquiétait les citoyens de longue date « parce que les nouveaux citoyens étaient en bien plus grand nombre que les anciens ». Des affrontements opposaient quotidiennement les partisans et les adversaires de Sulpicius. Ce dernier passa un accord avec Marius : ce dernier défendrait son projet de loi et en échange Sulpicius ferait en sorte qu'il obtînt le commandement de la guerre contre Mithridate. Les consuls, craignant que le vote des nouvelles lois ne provoquât des émeutes, proclamèrent plusieurs jours fériés, dans le but de reculer la réunion des comices. Cette décision provoqua au contraire une explosion : les partisans de Sulpicius envahirent le Forum et au cours des troubles le fils du consul Quintus Pompeius Rufus fut massacré. L'épisode qui suit est obscur. Plutarque en présente deux versions. Selon la première, Sylla se serait précipité dans la maison de Marius, qui l'aurait ensuite aidé à s'échapper. Plutarque présente une deuxième version, rapportée selon lui par Sylla lui-même : on l'aurait conduit chez Marius sous la menace des armes et contraint à revenir sur la mesure qu'il avait prise avec son collègue de suspendre toute activité politique. Appien se borne à dire que Sylla révoqua la mesure, sans expliquer dans quelles circonstances. Si Sylla conclut effectivement un accord avec Marius, nous ne savons donc pas quel en était le contenu exact.
Sylla quitta alors Rome pour aller prendre la tête de l'armée stationnée en Campanie près de Nola. Entre-temps, Sulpicius en avait fait attribuer le commandement à Marius. Sylla s'adressa alors à ses troupes. Il leur expliqua ce qu'il avait subi de la part de Marius et Sulpicius. Les soldats, persuadés que la guerre contre Mithridate serait une source de butin, craignaient que Marius n'emmenât d'autres légions en Asie, les privant ainsi du bénéfice qu'ils entrevoyaient. Ils demandèrent donc à Sylla de les conduire à Rome. Seuls les officiers supérieurs, à l'exception d'un questeur, refusèrent de s'associer à l'entreprise : pour la première fois de l'histoire de Rome, Sylla s'apprêtait à violer un interdit religieux grave : faire pénétrer des soldats en armes dans l'enceinte de la ville (pomerium). Les soldats, qui n'en avaient cure, lapidèrent les tribuns que Marius avait envoyés à Nola pour prendre le contrôle de l'armée. La cité, incapable de s'opposer à l'avance des six légions de Sylla, était en proie à la panique. Le Sénat envoya une délégation à Sylla pour lui ordonner de s'arrêter, mais les envoyés furent maltraités par les soldats. Marius et Sulpicius envoyèrent une nouvelle députation, chargée d'assurer Sylla qu'on lui accorderait ce qu'il voudrait. Ce dernier fit mine d'accepter, mais envoya aussitôt un détachement s'emparer d'une des portes de la ville. Lorsque les légions pénétrèrent dans Rome, des habitants tentèrent de résister en jetant des tuiles sur les soldats depuis les toits. Marius recourut à une solution désespérée : il promit la liberté aux esclaves qui accepteraient de prendre les armes contre Sylla. Toute résistance se révélant vaine, Marius et ses partisans furent obligés de s'enfuir.

Sylla fit voter (par des sénateurs terrorisés) un senatus-consulte mettant ses douze principaux adversaires hors-la-loi (« hostis »). Sulpicius, rattrapé par les cavaliers de Sylla, fut égorgé et sa tête dressée et exposée devant les rostres sur le Forum. Marius parvint à fuir avec une poignée de partisans. Abandonné par ses compagnons, il fut découvert nu dans un marais par les habitants de Minturnes, qui le prirent en pitié. N'ayant pas le cœur d'égorger un vieillard, ils le mirent sur un bateau qui l'amena sur l'île d'Ischia (dans la mer Tyrrhénienne, au large de l'actuelle Naples). Au terme de ces rocambolesques aventures, il gagna l'Afrique. Sylla et son collègue Pompeius firent annuler toutes les lois que Sulpicius avait fait adopter. Appien rapporte qu'ils firent également adopter par l'assemblée du peuple des mesures qui constituaient un retour en arrière politique. Dorénavant tout projet de loi devrait recevoir l'agrément du Sénat avant d'être présenté au peuple. D'autre part, lors des élections, on voterait non plus par tribus, mais par centuries comme jadis. On procéda ensuite à l'élection des consuls pour l'année suivante. Elle ne tourna pas à l'avantage des partisans de Sylla. Les légions ayant été renvoyées en Campanie, les partisans de Marius redressèrent la tête : le neveu de Sylla, Sextus Nonius Sufenas, ne fut pas élu. Les postes de consuls revinrent à Cnaeus Octavius, un partisan des « optimates », et Lucius Cornelius Cinna, un des meneurs de la faction des « populares ». Sylla, faisant contre mauvaise fortune bon cœur, affecta de respecter la volonté du peuple et partit avec ses hommes en direction du Pont-Euxin. 

## Conséquences
En -87, Marius profita de cette absence pour revenir à Rome et fit alliance avec Lucius Cornelius Cinna, consul chassé par le Sénat peu avant pour avoir notamment proposé le retour des marianistes en exil. À la tête de leurs troupes (composées en partie d'Italiens ralliés), ils font le siège de Rome durant l'été -87, l'affamant et repoussant deux légions venues au secours du Sénat. La ville dut capituler, d'autant qu'une épidémie de peste aurait débuté. Victorieux, les deux hommes commencèrent la répression contre leurs adversaires, alors que les troupes italiennes engagées auraient fait régner la terreur dans la ville. Maîtres de Rome, Marius et Cinna se firent élire consuls pour l'année -86. Toutefois, Marius mourut peu de temps après, en janvier, soit seulement quelques jours après être entré dans les fonctions du consulat pour une septième fois.
En -83, Sylla revint en Italie et commença la seconde guerre civile laquelle se termina en décembre -82, avec la prise de Rome, la répression anti-marianiste et l'obtention de la dictature par Sylla.